# Compás (flamenco)
Pour les articles homonymes, voir Compas.
Le compás est le schéma rythmique qui différencie chaque style de chant flamenco, mais comporte d'autres caractéristiques qui le définissent.

## Classification
Les compás peuvent être classés en deux grandes catégories :
- les compás 2/4, 4/4 (Tangos, Farruca…) ;
- les compás 3/4, 6/8 (Soleares, Siguiriyas, Bulerias…).

## Définitions
Outre le rythme, on dénombre d'autres définitions du mot compás dans le lexique flamenco :
- structure rythmico-harmonique d'un palo flamenco ;
- petit motif effectué par la guitare et les palmas dans l'attente de l'intervention solo d'un des musiciens, lorsque personne ne dirige le morceau ;
- art d'accompagner les cycles d'énergie propres à chaque solo : montée progressive du volume sonore jusqu'à la fermeture (remate) finale. Ainsi, certains styles flamenco qui n'ont pas de rythme, comme la Taranta, la Minera, la Granaína ou la Malagueña, n'en ont pas moins un compás ;
- ensemble de règles et procédures qui régissent les modes d'intervention des différents musiciens.

Cette dernière définition est de loin la plus intéressante. Le compás est ici défini comme un langage, avec une grammaire et un vocabulaire, qui permet de communiquer de façon improvisée avec les autres musiciens. Il s'agit donc non seulement d'une bonne maîtrise du rythme, mais également d'une connaissance de « tout ce qui peut se faire » ou pas dans tel ou tel contexte musical.
Par exemple, il est possible de voir un groupe avec un chanteur, un guitariste et un danseur, s'arrêter d'un seul coup à l'unisson à la fin d'un solo de danse ou de guitare, même sans se connaître et sans avoir répété au préalable. Car l'approche d'une fermeture (remate) finale est annoncé par le soliste aux autres membres du groupe à l'aide d'une série de codes que tout bon musicien de flamenco se doit de connaître.